# Bahamaans voetbalelftal (mannen)
Het Bahamaans voetbalelftal is een team van voetballers dat de Bahama's vertegenwoordigt bij internationale wedstrijden en competities, zoals de kwalificatiewedstrijden voor het WK en de Caribbean Cup.
De Bahamas Football Association werd in 1967 opgericht en is aangesloten bij de Caraïbische Voetbalunie (CFU), de CONCACAF en de FIFA (sinds 1968). Het Bahamaans voetbalelftal behaalde in september 2006 met de 138e plaats de hoogste positie op de FIFA-wereldranglijst, in maart 1999 en juni 2011 werd met de 197e plaats de laagste positie bereikt.

## Deelname aan internationale toernooien
In 1998 zouden de Bahama's al meedoen aan kwalificatiewedstrijden, maar zij trokken zich terug uit het toernooi. Vier jaar later zou er wel gespeeld worden. Op 5 maart 2000 werd in The Valley tegen Anguilla gespeeld. De wedstrijd werd gewonnen met 3–1. Ook de thuiswedstrijd twee weken later werd gewonnen. In Nassau werd het 2–1. De Bahama's zouden zich daarmee plaatsen voor de tweede ronde en hier op Haiti stuiten. Er was twee keer een nederlaag (0–9 en 0–4). Ook voor het toernooi van 2014 zou het land zich opgeven. Aanvankelijk werd nog gewonnen van de Turks- en Caicoseilanden (4–0 en 6–0). Er werd daarna geen wedstrijd meer gespeeld. Als reden noemde de voetbalbond het niet tijdig gereed komen van het nieuwe nationale stadion en de hoge kosten bij het verplaatsen van de thuiswedstrijden naar een locatie buiten de Bahama's.

### Wereldkampioenschap
| Wereldkampioenschap voetbal overzicht | Wereldkampioenschap voetbal overzicht | Wereldkampioenschap voetbal overzicht | Wereldkampioenschap voetbal overzicht | Wereldkampioenschap voetbal overzicht | Wereldkampioenschap voetbal overzicht | Wereldkampioenschap voetbal overzicht | Wereldkampioenschap voetbal overzicht | Wereldkampioenschap voetbal overzicht |
| Jaar                                  | Ronde                                 | Wed.                                  | W                                     | G                                     | V                                     | DV                                    | DT                                    |                                       |
| ------------------------------------- | ------------------------------------- | ------------------------------------- | ------------------------------------- | ------------------------------------- | ------------------------------------- | ------------------------------------- | ------------------------------------- | ------------------------------------- |
| 1998                                  | Teruggetrokken                        | Teruggetrokken                        | Teruggetrokken                        | Teruggetrokken                        | Teruggetrokken                        | Teruggetrokken                        | Teruggetrokken                        |                                       |
| 2002                                  | Niet gekwalificeerd                   | Niet gekwalificeerd                   | Niet gekwalificeerd                   | Niet gekwalificeerd                   | Niet gekwalificeerd                   | Niet gekwalificeerd                   | Niet gekwalificeerd                   |                                       |
| 2006                                  | Niet gekwalificeerd                   | Niet gekwalificeerd                   | Niet gekwalificeerd                   | Niet gekwalificeerd                   | Niet gekwalificeerd                   | Niet gekwalificeerd                   | Niet gekwalificeerd                   |                                       |
| 2010                                  | Niet gekwalificeerd                   | Niet gekwalificeerd                   | Niet gekwalificeerd                   | Niet gekwalificeerd                   | Niet gekwalificeerd                   | Niet gekwalificeerd                   | Niet gekwalificeerd                   |                                       |
| 2014                                  | Teruggetrokken                        | Teruggetrokken                        | Teruggetrokken                        | Teruggetrokken                        | Teruggetrokken                        | Teruggetrokken                        | Teruggetrokken                        |                                       |
| 2018                                  | Niet gekwalificeerd                   | Niet gekwalificeerd                   | Niet gekwalificeerd                   | Niet gekwalificeerd                   | Niet gekwalificeerd                   | Niet gekwalificeerd                   | Niet gekwalificeerd                   |                                       |
| 2022                                  | Niet gekwalificeerd                   | Niet gekwalificeerd                   | Niet gekwalificeerd                   | Niet gekwalificeerd                   | Niet gekwalificeerd                   | Niet gekwalificeerd                   | Niet gekwalificeerd                   | Niet gekwalificeerd                   |
| 2026                                  | Niet gekwalificeerd                   | Niet gekwalificeerd                   | Niet gekwalificeerd                   | Niet gekwalificeerd                   | Niet gekwalificeerd                   | Niet gekwalificeerd                   | Niet gekwalificeerd                   | Niet gekwalificeerd                   |

### Gold Cup
| CONCACAF Gold Cup overzicht | CONCACAF Gold Cup overzicht | CONCACAF Gold Cup overzicht | CONCACAF Gold Cup overzicht | CONCACAF Gold Cup overzicht | CONCACAF Gold Cup overzicht | CONCACAF Gold Cup overzicht | CONCACAF Gold Cup overzicht | CONCACAF Gold Cup overzicht |
| Jaar                        | Ronde                       | Wed.                        | W                           | G                           | V                           | DV                          | DT                          | Kwal                        |
| --------------------------- | --------------------------- | --------------------------- | --------------------------- | --------------------------- | --------------------------- | --------------------------- | --------------------------- | --------------------------- |
| 1991−2000                   | Geen deelname               | Geen deelname               | Geen deelname               | Geen deelname               | Geen deelname               | Geen deelname               | Geen deelname               | Geen deelname               |
| 2002                        | Niet gekwalificeerd         | Niet gekwalificeerd         | Niet gekwalificeerd         | Niet gekwalificeerd         | Niet gekwalificeerd         | Niet gekwalificeerd         | Niet gekwalificeerd         | Niet gekwalificeerd         |
| 2003                        | Niet gekwalificeerd         | Niet gekwalificeerd         | Niet gekwalificeerd         | Niet gekwalificeerd         | Niet gekwalificeerd         | Niet gekwalificeerd         | Niet gekwalificeerd         | Niet gekwalificeerd         |
| 2005                        | Niet gekwalificeerd         | Niet gekwalificeerd         | Niet gekwalificeerd         | Niet gekwalificeerd         | Niet gekwalificeerd         | Niet gekwalificeerd         | Niet gekwalificeerd         | Niet gekwalificeerd         |
| 2007                        | Niet gekwalificeerd         | Niet gekwalificeerd         | Niet gekwalificeerd         | Niet gekwalificeerd         | Niet gekwalificeerd         | Niet gekwalificeerd         | Niet gekwalificeerd         | Niet gekwalificeerd         |
| 2009−2011                   | Geen deelname               | Geen deelname               | Geen deelname               | Geen deelname               | Geen deelname               | Geen deelname               | Geen deelname               | Geen deelname               |
| 2013                        | Teruggetrokken              | Teruggetrokken              | Teruggetrokken              | Teruggetrokken              | Teruggetrokken              | Teruggetrokken              | Teruggetrokken              | Teruggetrokken              |
| 2015−2017                   | Geen deelname               | Geen deelname               | Geen deelname               | Geen deelname               | Geen deelname               | Geen deelname               | Geen deelname               | Geen deelname               |
| 2019                        | Niet gekwalificeerd         | Niet gekwalificeerd         | Niet gekwalificeerd         | Niet gekwalificeerd         | Niet gekwalificeerd         | Niet gekwalificeerd         | Niet gekwalificeerd         | Niet gekwalificeerd         |
| 2021                        | Niet gekwalificeerd         | Niet gekwalificeerd         | Niet gekwalificeerd         | Niet gekwalificeerd         | Niet gekwalificeerd         | Niet gekwalificeerd         | Niet gekwalificeerd         | Niet gekwalificeerd         |
| 2023                        | Niet gekwalificeerd         | Niet gekwalificeerd         | Niet gekwalificeerd         | Niet gekwalificeerd         | Niet gekwalificeerd         | Niet gekwalificeerd         | Niet gekwalificeerd         | Niet gekwalificeerd         |
| 2025                        | Niet gekwalificeerd         | Niet gekwalificeerd         | Niet gekwalificeerd         | Niet gekwalificeerd         | Niet gekwalificeerd         | Niet gekwalificeerd         | Niet gekwalificeerd         | Niet gekwalificeerd         |

### Caribbean Cup
| Caribbean Cup overzicht | Caribbean Cup overzicht | Caribbean Cup overzicht | Caribbean Cup overzicht | Caribbean Cup overzicht | Caribbean Cup overzicht | Caribbean Cup overzicht | Caribbean Cup overzicht | Caribbean Cup overzicht |
| Jaar                    | Ronde                   | Wed.                    | W                       | G                       | V                       | DV                      | DT                      |                         |
| ----------------------- | ----------------------- | ----------------------- | ----------------------- | ----------------------- | ----------------------- | ----------------------- | ----------------------- | ----------------------- |
| 1999                    | Niet gekwalificeerd     | Niet gekwalificeerd     | Niet gekwalificeerd     | Niet gekwalificeerd     | Niet gekwalificeerd     | Niet gekwalificeerd     | Niet gekwalificeerd     |                         |
| 2001                    | Teruggetrokken          | Teruggetrokken          | Teruggetrokken          | Teruggetrokken          | Teruggetrokken          | Teruggetrokken          | Teruggetrokken          |                         |
| 2005                    | Teruggetrokken          | Teruggetrokken          | Teruggetrokken          | Teruggetrokken          | Teruggetrokken          | Teruggetrokken          | Teruggetrokken          |                         |
| 2007                    | Niet gekwalificeerd     | Niet gekwalificeerd     | Niet gekwalificeerd     | Niet gekwalificeerd     | Niet gekwalificeerd     | Niet gekwalificeerd     | Niet gekwalificeerd     |                         |
| 2008−2010               | Geen deelname           | Geen deelname           | Geen deelname           | Geen deelname           | Geen deelname           | Geen deelname           | Geen deelname           |                         |
| 2012                    | Teruggetrokken          | Teruggetrokken          | Teruggetrokken          | Teruggetrokken          | Teruggetrokken          | Teruggetrokken          | Teruggetrokken          |                         |
| 2014−2017               | Geen deelname           | Geen deelname           | Geen deelname           | Geen deelname           | Geen deelname           | Geen deelname           | Geen deelname           |                         |

### CONCACAF Nations League
| 2019–20 | C | 4 | 3 | 1 | 0 | 10 | 2  | B |
| 2022–23 | B | 6 | 1 | 2 | 3 | 2  | 11 | B |
| 2023–24 | B | 5 | 0 | 1 | 4 | 7  | 21 | C |
| 2024–25 | C | 4 | 1 | 1 | 2 | 10 | 13 | C |

## FIFA-wereldranglijst[2]
| 1999 | 2000 | 2001 | 2002 | 2003 | 2004 | 2005 | 2006 | 2007 | 2008 | 2009 | 2010 | 2011 | 2012 | 2013 | 2014 | 2015 | 2016 | 2017 | 2018 |
| ---- | ---- | ---- | ---- | ---- | ---- | ---- | ---- | ---- | ---- | ---- | ---- | ---- | ---- | ---- | ---- | ---- | ---- | ---- | ---- |
| 189  | 178  | 184  | 187  | 193  | 192  | 193  | 146  | 174  | 170  | 180  | 194  | 154  | 174  | 185  | 195  | 204  | 205  | 206  | 210  |

BFA · A-internationals · Bondscoaches · Statistieken · Bahamaans vrouwenelftal
1970 – 1979 ·
1980 – 1989 ·
1990 – 1999 ·
2000 – 2009 ·
2010 – 2019 ·
2020 − 2029
1970 · 
1971 · 
1972 · 
1973 · 
1974 · 
1975 · 
1976 · 
1977 · 
1978 · 
1979 · 
1980 · 
1981 · 
1982 · 
1983 · 
1984 · 
1985 · 
1986 · 
1987 · 
1988 · 
1989 · 
1990 · 
1991 · 
1992 · 
1993 · 
1994 · 
1995 · 
1996 · 
1997 · 
1998 · 
1999 · 
2000 · 
2001 · 
2002 · 
2003 · 
2004 · 
2005 · 
2006 · 
2007 · 
2008 · 
2009 · 
2010 · 
2011 · 
2012 · 
2013 ·
2014 · 
2015 ·
2016 ·
2017
2018 ·
2019 ·
2020 ·
2021 ·
2022 ·
2023 ·
2024 ·
2025
Amerikaanse Maagdeneilanden ·
Anguilla ·
Antigua en Barbuda ·
Barbados ·
Belize ·
Bermuda ·
Bonaire ·
Britse Maagdeneilanden ·
Cuba ·
Dominica ·
Dominicaanse Republiek ·
Grenada ·
Guyana ·
Haïti ·
Jamaica ·
Kaaimaneilanden ·
Nederlandse Antillen ·
Nicaragua ·
Panama ·
Puerto Rico ·
Saint Kitts en Nevis ·
Saint Vincent en de Grenadines ·
Trinidad en Tobago ·
Turks- en Caicoseilanden ·
Venezuela